# Taboada
Taboada er en by og kommune i det nordvestlige Spanien i provinsen Lugo. Den har et indbyggertal på 2.601 (2024) indbyggere.